# Josef Dobretsberger

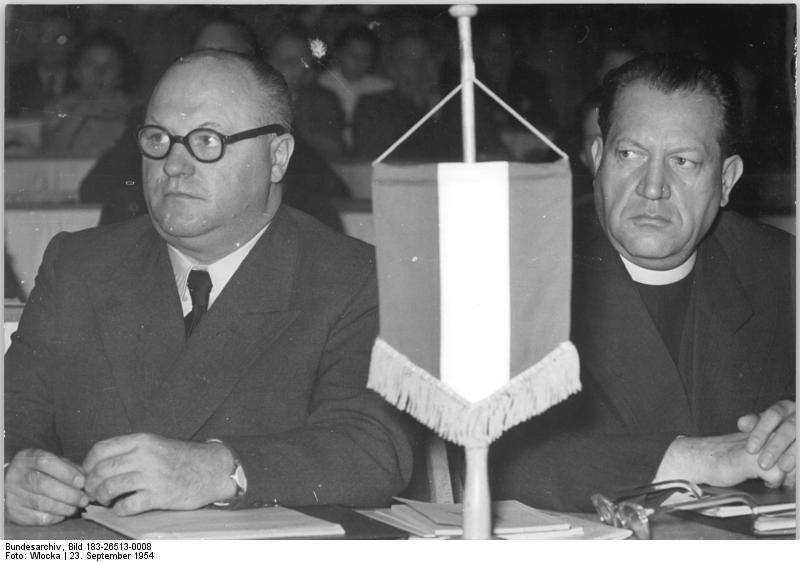
Josef Dobretsberger (links), Vorsitzender der Demokratischen Union Österreichs, als Gast beim 7. Parteitag der Ost-CDU in Weimar, 1954

Josef Dobretsberger (* 28. Februar 1903 in Linz, Österreich-Ungarn; † 23. Mai 1970) war ein österreichischer Jurist, Nationalökonom und Politiker.

## Leben
Dobretsberger war Schüler Hans Kelsens, Mitglied des CV (KaV Norica Wien (von 1922 bis 1949) und KÖHV Carolina Graz (von 1934 bis 1949 sowie ab 1968))  und Linkskatholik. 1929 und 1930 war er Generalsekretär des Reichsbauernbundes. Er wurde schon im Alter von 30 Jahren, gefördert vom Unterrichtsminister Emmerich Czermak, Universitätsprofessor in Graz. Als Sozialminister (ab 17. Oktober 1935) im autoritären Ständestaat trat der als liebenswürdige und heitere Persönlichkeit beschriebene Dobretsberger vergeblich für eine Verständigungspolitik mit den im Februaraufstand 1934 geschlagenen Sozialdemokraten ein, geriet allerdings auch durch den Phönix-Skandal wegen einer vom Versicherungschef Wilhelm Berliner finanzierten luxuriösen Wohnung ins Gerede und musste seinen Ministerposten räumen. 1937/38 war Dobretsberger Rektor der Karl-Franzens-Universität Graz. Im März trat 1938 er von diesem Amt zurück, erklärte aber in einem Brief an den akademischen Senat, dass er „diesen Entschluß als Beamter in vollster Loyalität gegenüber der neuen Regierung gefaßt habe.“
1938 emigrierte Dobretsberger und war während des Zweiten Weltkriegs unter anderem als Professor in Istanbul und in Kairo tätig. In Istanbul gehörte er zu einem Kreis von Österreichern um die Special Operations Executive, die den Nationalsozialismus subversiv bekämpften.
Nach 1945 wirkte Dobretsberger wieder als Professor an der Universität Graz (Rektor 1946–47) und engagierte sich auch wieder politisch. Zunächst Angehöriger der ÖVP, verließ er nach Bekanntwerden der Oberweiser Konferenz aus Protest die Partei und setzte seine Karriere nunmehr in engem Naheverhältnis zur KPÖ fort. (Laut Margarete Schütte-Lihotzky nannten ihn deshalb politische Gegner „Sowjetsberger“). Er war Obmann und bei den Nationalratswahlen im Jahr 1949 auch Spitzenkandidat der Demokratischen Union, die sich bei der Nationalratswahl 1953 mit der KPÖ und den Linkssozialisten zum Wahlbündnis „Österreichische Volksopposition“ zusammenschloss. Die „Volksopposition“ erreichte vier Mandate, die jedoch alle an KPÖ-Kandidaten gingen.
In der Demokratischen Union kritisierte Dobretsberger die starke West-Orientierung Österreichs und forderte eine Verstärkung des Handels mit den sogenannten Ostblockstaaten und China. Er versuchte das Bundesministerium für Handel und Wiederaufbau zur Teilnahme an der Weltwirtschaftskonferenz in Moskau im April 1952 zu bewegen. Das Ministerium lehnte jedoch ab, und so organisierte Dobretsberger selbständig einen Besuch der Konferenz gemeinsam mit interessierten Wirtschaftsvertretern. Unmittelbar nach der Konferenz im Mai 1952 gründete er den Verein Österreichisches Büro für den Ost-West-Handel, dessen Vorsitzender er auch wurde. Mitglieder waren Vertreter von Firmen, die ein Interesse am Osthandel hatten und es wurden mehrere periodisch erscheinende Publikationen dazu herausgegeben.
Das Büro war bis zu seinem Lebensende Hauptbetätigungsfeld für Dobretsberger. Er starb im Mai 1970 und wurde am 29. Mai 1970 auf dem Neustifter Friedhof begraben.

## Schriften
- Die Gesetzmäßigkeit in der Wirtschaft., Wien 1927
- Vom Sinn und Werden des Neuen Staates. Wien 1934
- Das Geld im Wandel der Wirtschaft. Bern 1946
- Katholische Sozialpolitik am Scheideweg. Graz 1947